# 1ª Divisão 2007-2008 (hockey su pista)
La 1ª Divisão 2007-2008 è stata la 68ª edizione del torneo di primo livello del campionato portoghese di hockey su pista; disputato tra il 29 settembre 2007 e il 21 giugno 2008 si è concluso con la vittoria del Porto, al suo diciassettesimo titolo.

## Stagione

### Formula
La 1ª Divisão 2007-2008 vide ai nastri di partenza quattordici club; la manifestazione fu organizzata con un girone all'italiana, con gare di andata e ritorno per un totale di 26 giornate: erano assegnati tre punti per l'incontro vinto e due punti a testa per l'incontro pareggiato, mentre non ne era attribuito uno solo per la sconfitta. Al termine della stagione regolare furono disputati i play-off tra le prime otto squadre classificate; la vincitrice venne proclamata campione del Portogallo. Le squadre classificate dal dodicesimo al quattordicesimo posto retrocedettero direttamente in 2ª Divisão, il secondo livello del campionato.

## Classifica finale stagione regolare
|  | Pos. | Squadra            | Pt | G  | V  | N | P  | GF  | GS  | DR  |
|  | ---- | ------------------ | -- | -- | -- | - | -- | --- | --- | --- |
|  | 1.   | Porto              | 70 | 26 | 22 | 4 | 0  | 147 | 53  | +94 |
|  | 2.   | Benfica            | 55 | 26 | 17 | 4 | 5  | 93  | 54  | +39 |
|  | 3.   | Oliveirense        | 51 | 26 | 15 | 6 | 5  | 109 | 78  | +31 |
|  | 4.   | Juventude Viana    | 47 | 26 | 14 | 5 | 7  | 114 | 83  | +31 |
|  | 5.   | Barcelos           | 44 | 26 | 13 | 5 | 8  | 79  | 72  | +7  |
|  | 6.   | Portosantese       | 37 | 26 | 11 | 4 | 11 | 61  | 51  | +10 |
|  | 7.   | Candelária         | 37 | 26 | 10 | 7 | 9  | 63  | 59  | +4  |
|  | 8.   | Gulpilhares        | 37 | 26 | 10 | 7 | 9  | 68  | 74  | -6  |
|  | 9.   | Braga              | 35 | 26 | 11 | 2 | 13 | 79  | 100 | -21 |
|  | 10.  | Valongo            | 30 | 26 | 9  | 3 | 14 | 70  | 78  | -8  |
|  | 11.  | Académico Cambra   | 22 | 26 | 6  | 4 | 16 | 52  | 81  | -29 |
|  | 12.  | Espinho            | 22 | 26 | 5  | 7 | 14 | 52  | 94  | -42 |
|  | 13.  | Juventude Ouriense | 14 | 26 | 4  | 2 | 20 | 52  | 119 | -67 |
|  | 14.  | Alenquer Benfica   | 12 | 26 | 2  | 6 | 18 | 58  | 101 | -43 |

Legenda:
  Vincitore della Coppa del Portogallo 2007-2008.
  Partecipa ai play-off.
      Campione del Portogallo e ammessa all'Eurolega 2008-2009.
      Ammesse all'Eurolega 2008-2009.
      Ammesse alla Coppa CERS 2008-2009.
      Retrocesse in 2ª Divisão 2008-2009.
Note:
Tre punti a vittoria, uno a pareggio, zero a sconfitta.

## Play-off
|  | Quarti di finale | Quarti di finale | Quarti di finale | Quarti di finale | Quarti di finale |  |  | Semifinali | Semifinali      | Semifinali | Semifinali | Semifinali |   |   | Finale | Finale | Finale | Finale | Finale | Finale | Finale |  |
|  |                  |                  |                  |                  |                  |  |  |            |                 |            |            |            |   |   |        |        |        |        |        |        |        |  |
|  | 1                | Porto            | Porto            | 7                | 6                |  |  |            |                 |            |            |            |   |   |        |        |        |        |        |        |        |  |
|  | 8                | Gulpilhares      | Gulpilhares      | 0                | 1                |  |  | 1          | Porto           | 4          | 2(1)       | 3(1)       |   |   |        |        |        |        |        |        |        |  |
|  | 4                | Juventude Viana  | 0                | 4                | 4                |  |  | 4          | Juventude Viana | 2          | 2(2)       | 3(0)       |   |   |        |        |        |        |        |        |        |  |
|  | 5                | Barcelos         | 4                | 1                | 3                |  |  |            |                 |            |            |            |   |   | 1      | Porto  | Porto  | 6      | 2      | 5      | 4      |  |
|  | 2                | Benfica          | Benfica          | 5                | 1(2)             |  |  |            |                 | 2          | Benfica    | Benfica    | 0 | 3 | 3      | 3      |        |        |        |        |        |  |
|  | 7                | Candelária       | Candelária       | 4                | 1(1)             |  |  | 2          | Benfica         | 0          | 5          | 5          |   |   |        |        |        |        |        |        |        |  |
|  | 3                | Oliveirense      | Oliveirense      | 3                | 4                |  |  | 3          | Oliveirense     | 1          | 0          | 2          |   |   |        |        |        |        |        |        |        |  |
|  | 6                | Portosantese     | Portosantese     | 2                | 2                |  |  |            |                 |            |            |            |   |   |        |        |        |        |        |        |        |  |